# Alla corte di re Bum-bum
Alla corte di re Bum-bum (Mother Goose Melodies) è un film del 1931 diretto da Burt Gillett. È un cortometraggio d'animazione della serie Sinfonie allegre, distribuito negli Stati Uniti dalla Columbia Pictures il 16 aprile 1931. Il film è costellato da svariati personaggi delle filastrocche britanniche. È stato distribuito in DVD col titolo Storielle di Mamma Oca.

## Trama
Il vecchio King Cole viene presentato da una banda di animali e viene fatto accomodare sul suo trono. Il Re chiede che gli vengano portati il libro con le storie di Mamma Oca e tre violini. Arrivano quindi i tre topolini ciechi che iniziano a suonare una melodia con i violini, mentre Mamma Oca inizia a sfogliare le pagine del suo libro e a raccontare varie filastrocche. La prima a comparire è Miss Muffet, la quale mangia felice dalla sua scodella finché non arriva un grosso ragno che le ruba il pasto. La seconda storiella riguarda invece Jack e Jill che salgono in cima alla collina e incontrano Simple Simon, il quale si diverte a fare scherzi spaventosi. Poi appaiono Humpty Dumpty seduto in cima al suo muro che ride a crepapelle finché non cade. La quarta storia è quella di Jack Horner con la sua torta di Natale dalla quale escono tanti merli dispettosi. Poi c'è la storia di Bo Peep che ha perso le sue pecorelle e di Boy Blue che l'aiuta a ritrovarle (ma una cade nel fango e diventa nera). Infine, un gatto, una mucca e un cagnolino suonano un'allegra melodia, il libro si capovolge e tutti i personaggi escono dalle pagine ed iniziano a ballare insieme, compreso King Cole.

## Distribuzione

### Edizione italiana
Il film fu distribuito in Italia nel 1932 in lingua originale, venendo doppiato dalla Royfilm solo nel 2004 in occasione della distribuzione in DVD. Non essendo stata registrata una colonna internazionale, nelle scene in cui i personaggi cantano la musica è sostituita da una versione sintetizzata.

### Edizioni home video
Il cortometraggio fu distribuito in DVD-Video nel primo disco della raccolta Silly Symphonies, facente parte della collana Walt Disney Treasures e uscita in America del Nord il 4 dicembre 2001 e in Italia il 22 aprile 2004.